# اوضاع درهم خارج از زندان
اوضاع درهم خارج از زندان (به انگلیسی: Crazy on the Outside) فیلمی محصول سال ۲۰۱۰ و به کارگردانی تیم آلن است. در این فیلم بازیگرانی همچون تیم آلن، سیگورنی ویور، جی. کی. سیمونز، کلسی گرمر، ری لیوتا، جولی بوون، کارل وارن، مالکوم گودوین، کنتون دیوتی و جون گریس ایفای نقش کرده‌اند.